# Ai-Ais
Ai-Ais is een plaats in het woeste landschap in het zuiden van Namibië in de regio !Karas, niet ver van de grens met Zuid-Afrika. De naam betekent 'brandend water' in de lokale Nama-taal.
Ai-Ais ligt op de plaats waar de Visrivier uitmondt in de Oranjerivier. Vlak bij Ai-Ais bevindt zich de Fish River Canyon, de op een na grootste canyon ter wereld.
Ai-Ais is ook bekend vanwege de warmwaterbron die zich hier bevindt. Rondom deze bron is een bescheiden vakantiepark gebouwd.

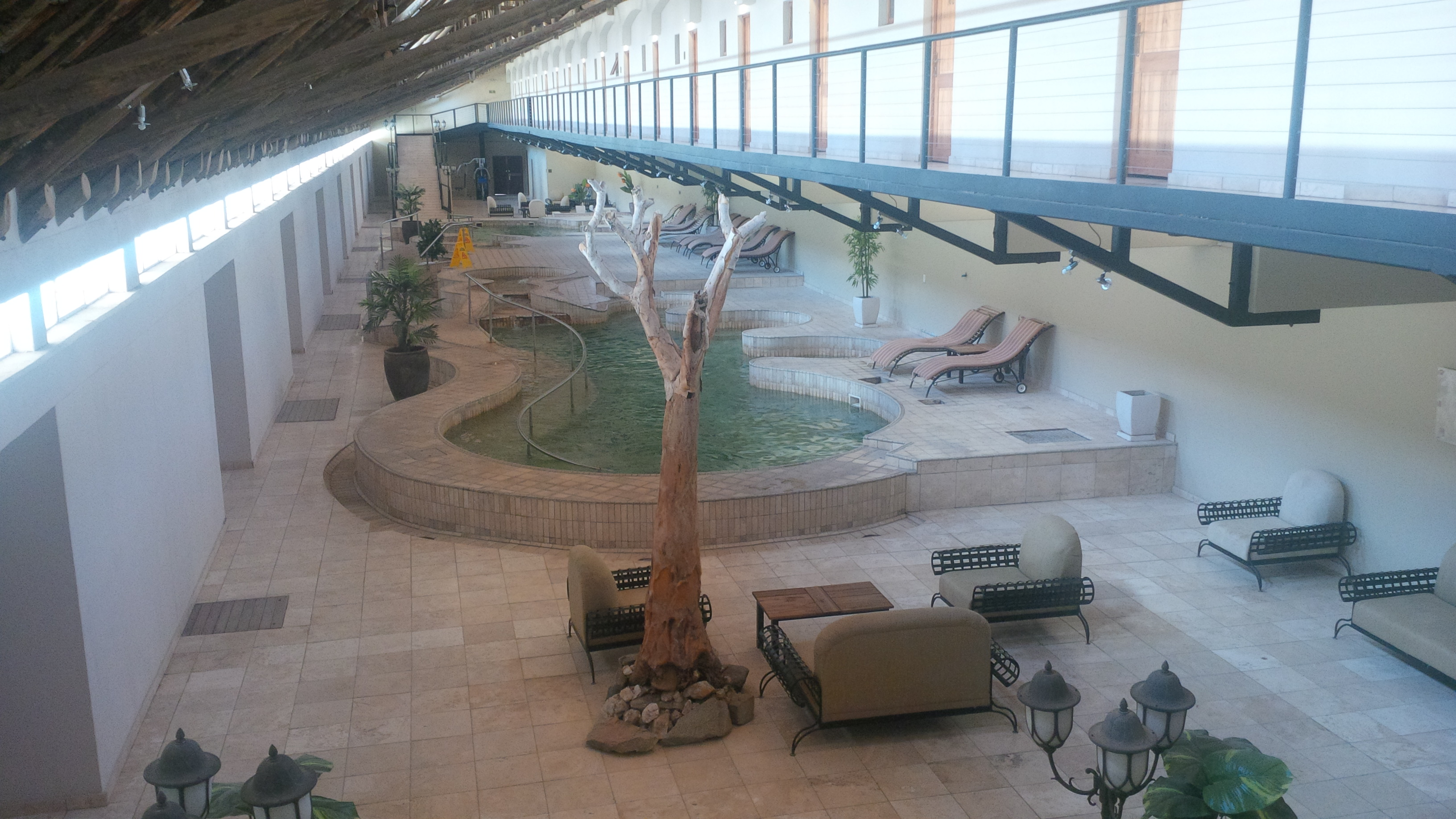
Welnesscentrum van Ai-Ais